# Panytyima
Panytyima är ett australiskt språk som talades av 50 personer år 1972. Panytyima talas i Väst-Australien. Panytyima tillhör de pama-nyunganska språken.